# Ronny Kupke

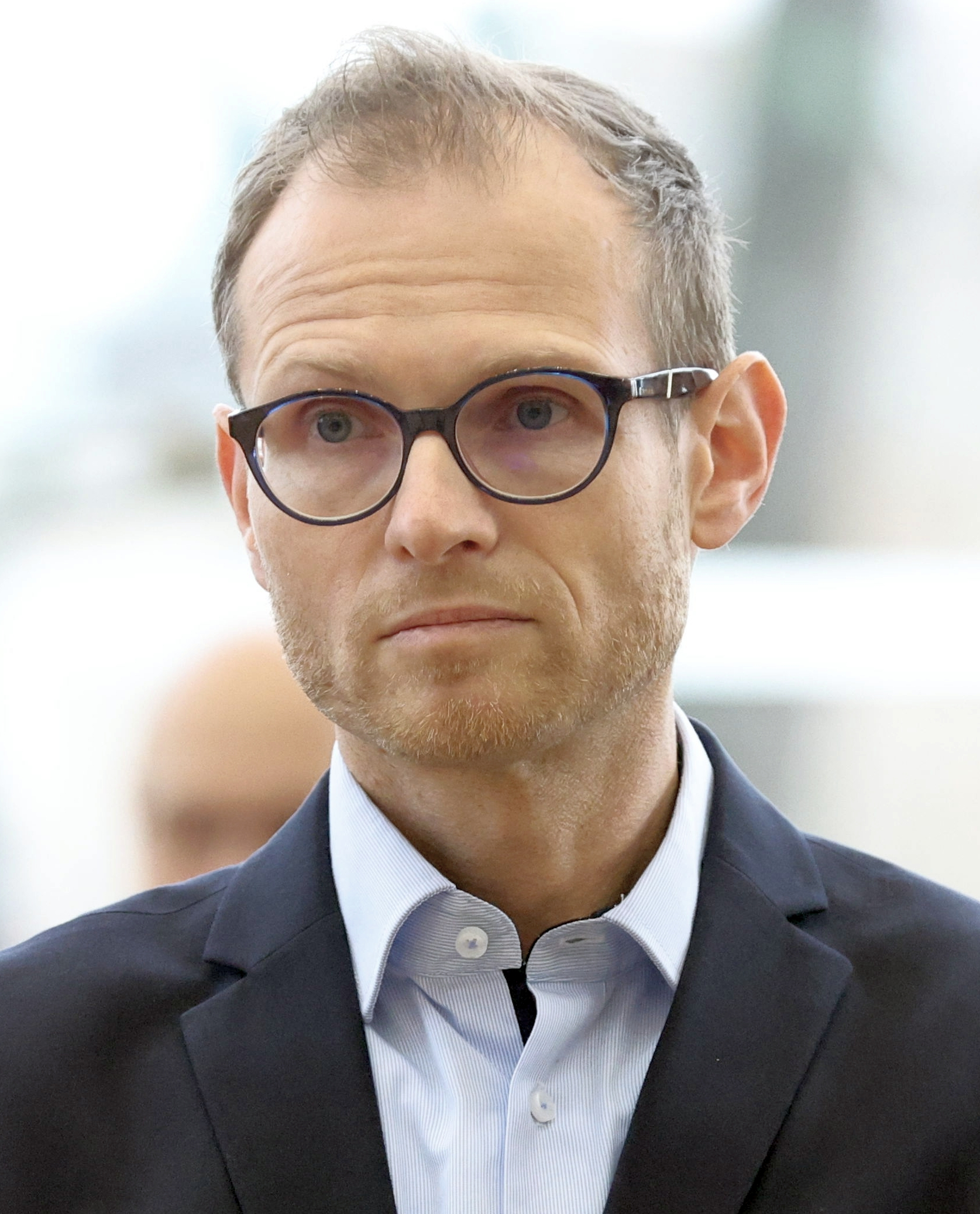
Ronny Kupke (2024)

Ronny Kupke (* 1977 in Karl-Marx-Stadt) ist ein deutscher Politiker (BSW). Seit 2024 ist er Abgeordneter im Sächsischen Landtag.

## Leben und Beruf
Ronny Kupke ist gelernter Kaufmann für Bürokommunikation, Sozialversicherungsfachangestellter und Fachwirt im Sozial- und Gesundheitswesen und arbeitet als Vorsitzender des Gesamtpersonalrat der AOK PLUS.
Ronny Kupke wohnt in Chemnitz und ist aktives ver.di-Mitglied und Mitglied der AOK Bundestarif- und Verhandlungskommission. Weiterhin im Prüfungsausschuss Sozialversicherungsfachangestellte (2016–2023).
Ronny Kupke ist ehrenamtlicher Richter am sächsischen Landesarbeitsgericht und Ehrenamtlich tätig seit 2019 als Hilfsschöffe beim Landgericht Chemnitz.

## Politik
Ronny Kupke trat 2024 dem Bündnis Sahra Wagenknecht bei und wurde im Februar 2024 zum Stellvertretenden Landesvorsitzenden gewählt. Im Juni 2024 wurde Kupke nach den Kommunalwahlen 2024 Mitglied des Chemnitzer Stadtrats. Bei der Landtagswahl in Sachsen 2024 wurde Kupke über den vierten Platz der BSW-Landesliste in den Sächsischen Landtag gewählt. Wahlkreis Chemnitz 1, 12,4 % der Erststimmen (5.633 persönlich).
Seit Oktober 2024 ist er stellvertretender Fraktionsvorsitzender der BSW-Fraktion im Landtag, Schwerpunkte: Gesundheit, Pflege, Soziales, gesellschaftlicher Zusammenhalt.
Ronny Kupke ist seit Januar 2025 Vorsitzender im Ausschuss „Soziales, Gesundheit und gesellschaftlicher Zusammenhalt“.